# Santiago Aguilera
Santiago Aguilera Sabine (* 22. Januar 1969 in Valladolid) ist ein ehemaliger spanischer Beachvolleyballspieler.

## Karriere
Aguilera begann seine internationale Karriere 1991/92 mit Antonio Lopez Izquierdo und spielte in den nächsten beiden Jahren mit José Javier Yuste Muñiz. Das neue Duo erreichte einen siebten Platz beim Open-Turnier in Enoshima. 1994 unterlag Aguilera mit Javier Bosma erst im Finale der Europameisterschaft in Almería den Norwegern Jan Kvalheim und Bjørn Maaseide.